# هنر بتن

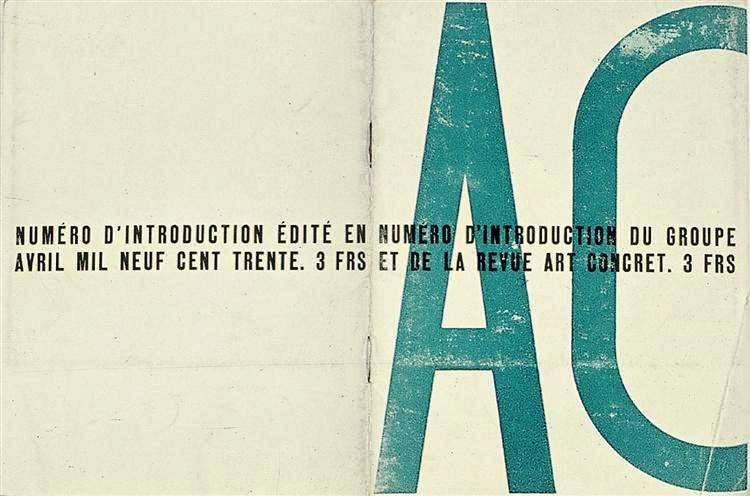
طراحی روی جلد هنر بتن، توسط: تئو وان دوسبرگ

هنر بتن (به فرانسوی: Art Concret) یک مجلهٔ هنری فرانسوی زبان تک شماره‌ای بود که در سال ۱۹۳۰ میلادی در پاریس منتشر شد. این مجله وسیله‌ای برای گروهی از هنرمندان انتزاعی بود که می‌خواستند خود را از دیگران متمایز کنند که در اطراف مجلۀ «دایره و مربع» جمع شده بودند. در نهایت بیشتر در هر دو گروه در انجمن گسترده‌تر هنرمندان غیر فیگوراتیو، انتزاع-آفرینش ادغام شدند. مقالات در هنر بتن از هنر کاملاً هندسی، عاری از تفسیر شخصی و مبتنی بر ریاضیات دفاع می‌کردند. همچنین واژگان شلخته و نادرست نقد هنر معاصر را به سخره می‌گرفت. مفهوم هنر کانکریت (هنر بتن) که توسط این مجله حمایت می‌شد، پس از آن توسط هنرمندان دیگر مورد توجه قرار گرفت و در سطح بین‌المللی تأثیرگذار شد.

## زمینه
با قدرت فزایندهٔ سوررئالیسم، هنرمندان انتزاعی ساکن پاریس احساس کردند که باید سبک دلخواه خود را ابراز کنند و شروع به بحث در مورد ایجاد یک جبههٔ متحد کردند. تئو وان دوسبرگ در ابتدا با خواکین تورس-گارسیا در چنین گفتگوهایی شرکت کرده بود، اما از معیارهای دقیق ناکافی برای نوع کاری که باید گنجانده شود، شکایت داشت. در نهایت او استدلال را باخت و تورس-گارسیا به میشل سوفر در ایجاد گروه فراگیرتر دایره و مربع در سال ۱۹۲۹ میلادی پیوست.
در طول جنگ لفظی که پس از آن دنبال شد وان دوسبرگ، سوفر را به «آشفتگی فکری که شایسته دلالان و منتقدان هنری است» متهم کرد و سعی کرد گروه رقیبی را که بیشتر مطابق با دیدگاه او دربارۀ آنچه هنر انتزاعی باید باشد، با خود همراه سازد. لوون آرتور توتونجیان ارمنی، اتو گوستاف کارلسوند سوئدی و ژان هلیون فرانسوی به او پیوستند. وان دوسبرگ نسخه‌ای از یک مانیفست را که در آن موضع خود را در مورد هنر انتزاعی بیان می‌کرد (در نهایت تحت عنوان «اساس نقاشی بتن») برای فردریش فوردمبرگه-گیلدوارت فرستاد که وی از امضای آن خودداری کرد. تا آن زمان، گروه جدید قرار بود گروه‌بندی ۶٬۶ نامیده شود اما هرگز به این تعداد نرسید. هنگامی که مانیفست تحت عنوان جدید خود منتشر شد، تنها توسط توتونجیان، کارلسوند، وان دوسبرگ و هلیون، با اضافه شدن مارسل وانتز (۱۹۷۹–۱۹۱۱ میلادی) تایپوگراف نوجوان هلیون، امضاء شد. در همین حال، رویکرد ناموفقی به والمار شواب در نظر گرفته شده بود، او در حالی که مایل بود آثارش در مجله دیده شود، اما از سویی به شدت تمایلی به گذاشتن نام خود بر روی هر  چیزی تا این حد رسمی نداشت.
مانیفست با عنوان مجدد در آوریل ۱۹۳۰ میلادی، یک ماه پس از انتشار اولین شمارهٔ رقیب دایره و مربع، در مجلهٔ گروه، که اکنون هنر بتن نامیده می‌شود، ظاهر شد. اما این گروه تنها در سه نوبت و حتی پس از آن به عنوان بخشی از نمایشگاه‌های گروهی بزرگتر که شامل اعضای دایره و مربع نیز بود با هم برای اولین بار در نمایشگاه خوداشتغالی (به فرانسوی: Salon des Surindépendents) در ژوئن به نمایش گذاشتند، پس از آن در ماه اوت ای‌سی: نمایشگاه بین‌المللی هنر پساکوبیستی در استکهلم و در اکتبر توسط تولید پاریس ۱۹۳۰ در زوریخ برگزار شد. در همان زمان، وان دوسبرگ میزبان بحث‌های بیشتر در خانه‌اش با هنرمندان هر دو گروه بود و در اوایل سال ۱۹۳۱ میلادی جنبش جدید، انتزاع-آفرینش را توسط خود برای مدت کوتاهی به عنوان نایب-رئیس راه‌اندازی کرد.

## کتابشناسی
- هنر بتن، یک رونوشت از مجله.
- ژان هلیون، «بتن هنری ۱۹۳۰: چهار نقاش و یک مجله».
- ماری-آلین پرات، نقاشی و آوانگارد در آستانهٔ دههٔ ۱۹۳۰ میلادی،[۱]، عصر انسان، لوزان ۱۹۸۴ میلادی.